# Hong-Chih Kuo
Hong-Chih Kuo (Tainan, 23 de julio de 1981) es un beisbolista taiwanés. Juega para Los Angeles Dodgers como lanzador.

## Trayectoria
Kuo firmó para el equipo de Los Angeles Dodgers como agente libre en 1999. En las Grandes Ligas inició su carrera profesional en 2005 con un récord de 0-1. Para 2008 logró su primer balance positivo totalizando cinco victorias y tres derrotas en el que ha sido su mejor año. Asimismo, ha participado en dos series por el campeonato de la Liga Nacional en 2008 y 2009. En postemporada tiene una marca de 1-1. Para 2010 logró un ERA de 1,20 en 56 juegos.